# Robert Fountain
Robert Fountain (* 1969) ist ein britischer Kernphysiker und Rechenkünstler.
1998 und 2000 gewann er die Kopfrechen-Olympiade (MSO, Mental Calculation World Championship) für Wales und 2004 und 2006 den Mental Calculation World Cup. 1999 wurde er erster Großmeister im Kopfrechnen.

## Schriften
- mit Jan van Koningsveld: Mental Calculators Handbook, Lulu.com (Selbstverlag), 2013